# Kalosze szczęścia
Pour plus de détails, voir Fiche technique et Distribution.
Kalosze szczęścia est une comédie polonaise réalisée par Antoni Bohdziewicz, sortie en 1958.
Le film a été tourné à Cracovie et Łódź.

## Synopsis
Les fées Terence et Felicia sont en possession de bottes magiques qui permettent à leur porteur de se déplacer dans n'importe quel endroit dans le temps et de l'espace. Les fées parcourent Cracovie à la recherche d'une personne vraiment malheureuse à qui elles pourraient donner ces bottes merveilleuses. Les fées espèrent changer la vie de cette personne.

## Fiche technique
- Titre : Kalosze szczęścia
- Réalisation : Antoni Bohdziewicz
- Scénario : Janusz Majewski, Andrzej Szczepkowski, Antoni Bohdziewicz et Stanisław Grochowiak
- Musique : Stefan Kisielewski
- Son : Leonard Księżak
- Photographie : Stanisław Wohl
- Montage : Czesław Raniszewski
- Pays :  Pologne
- Genre : Comédie, fantasy
- Durée : 104 minutes
- Dates de sortie :
  - Pologne : 20 octobre 1958

## Distribution
- Maria Gella : 2 rôles ; Terencja, wróżka Troska
- Teofila Koronkiewicz : 2 rôles ; panna Felicja, wróżka Radość
- Zygmunt Zintel : photographe
- Czesław Roszkowski – emeryt Bączyński - urzędnik w "Biurze Rzeczy Znalezionych"
- Marek Szyszkowski : Makowski
- Tadeusz Fijewski : 2 rôles ; Michalak, Hipek
- Wacław Kowalski : pompier
- Franciszek Pieczka : infirmier d'un hôpital psychiatrique
- Jan Kobuszewski : milicien Ważny
- Tadeusz Pluciński : faux américain
- Kalina Jędrusik : Sonia
- Barbara Wrzesińska : mannequin Irena
- Piotr Skrzynecki : participant à la réunion des artistes
- Jan Koecher : poète
- Ignacy Gogolewski : étudiant
- Bronisław Dardziński : peintre Kokowski
- Helena Gruszecka : Madame Rose
- Jerzy Hordyński : érotomane
- Helena Buczyńska : nonne
- Janusz Kłosiński : milicien Dobroduszny
- Zbigniew Koczanowicz : italien
- Henryk Kluba : client de Sonia au bordel
- Antoni Bohdziewicz : conservateur du Musée des Objets Miraculeux
- Mieczysław Voit : Wendorf, secrétaire du président du Conseil de l'émigration
- Magdalena Celówna : Magda, fille écoutant des fables
- Stanisław Gronkowski : acteur jouant Tadeusz Kościuszko
- Józef Pieracki : directeur de l'hôpital
- Czesław Lasota : pompier
- Krystyna Feldman : bigote
- Barbara Wałkówna : fiancée de Makowski
- Lena Wilczyńska : Madame Rossi, propriétaire d'un canari
- Ludwika Castori : Basia, épouse d'un architecte aveugle
- Tadeusz Białkowski : plasticien
- Stanisław Libner : Américain à Rome
- Władysław Olszyn : président du Conseil d'unité nationale en exil de Londres
- Michał Szewczyk : Nègre d'une soucoupe volante